# Пьяные шашки

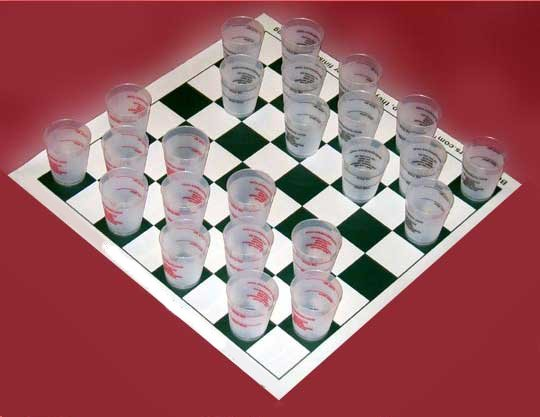
Набор для игры в пьяные шашки

Пьяные шашки — развлекательная разновидность шашек, игра в которую связана с процессом распития алкогольных напитков (одна из так называемых алкогольных игр).

## Инвентарь
Для игры в пьяные шашки нужны:
- Питейная посуда которая будет выполнять роль шашек — 24 штуки. Нужно использовать два хорошо отличимых разных набора по 12 штук чтобы отличать «белые» и «чёрные» и/или различать фигуры игроков можно по цвету напитка. Посуда может быть совершенно любой, от хрустальных бокалов до одноразовых пластиковых стаканчиков[1].
- Достаточное количество алкогольных напитков. Если оба игрока используют одинаковую посуду, то нужно использовать напитки двух хорошо различимых цветов, которые будут соответствовать чёрному и белому цветам фигур. При использовании различных напитков будет правильно, если они будут одинаковой крепости (например, коньяк и водка или красное и белое вино)[1][2].
- Шашечная доска подходящих размеров (желательно непромокаемая)[1].

В продаже существуют специальные наборы для игры.

## Правила
В основном игра проходит по правилам обычных шашек, но с небольшими дополнениями. Посуда частично (обычно наполовину) наполняется алкогольным напитком и служат шашками. Игрок, побивший шашку, должен выпить содержимое сбитой шашки (после чего, как правило, закусывает). Когда шашка превращается в «дамку», стакан наполняется до краёв.
Игра развлекательная и может содержать дополнительные вариации:
- Игра в поддавки (где, таким образом, победивший игрок остаётся более трезвым, «напоив» своего оппонента)[2][3];
- Когда шашку выпивает не побивший её игрок, а хозяин шашки;
- При выходе в дамки шашка выпивается самим игроком и переворачивается;
- Командная игра, когда каждым цветом играют несколько человек (существуют вариации когда команда пьёт по очереди, так и в произвольном порядке).
- Существуют и пьяные шахматы; главная проблема — как надёжно различить фигуры. Есть легенда, что Эмануил Ласкер выиграл у Гезы Мароци в пьяные шахматы, пожертвовав ферзя (двухсотграммовую бутылочку виски). Венгр захмелел и больше не мог хорошо играть.[4]

## Распространённость
Соревнования по пьяным шашкам могут быть как самостоятельным событием, так и проходить в рамках более крупного массового мероприятия.

## В кино
- В многосерийном фильме «Есенин» показана игра в пьяные шашки, шашки-рюмки одного соперника наполнялись красным вином, а другого белым[6].
- «Большой фитиль» (1963) — сюжет «Шашки».